# Koleantus delikatny
Koleantus delikatny (Coleanthus subtilis) – gatunek rośliny z monotypowego rodzaju należącego do rodziny wiechlinowatych. Drobna, jednoroczna roślina pojawiająca się na odsłaniających się dnach stawów i na brzegach rzek w Europie, Azji i Ameryce Północnej.

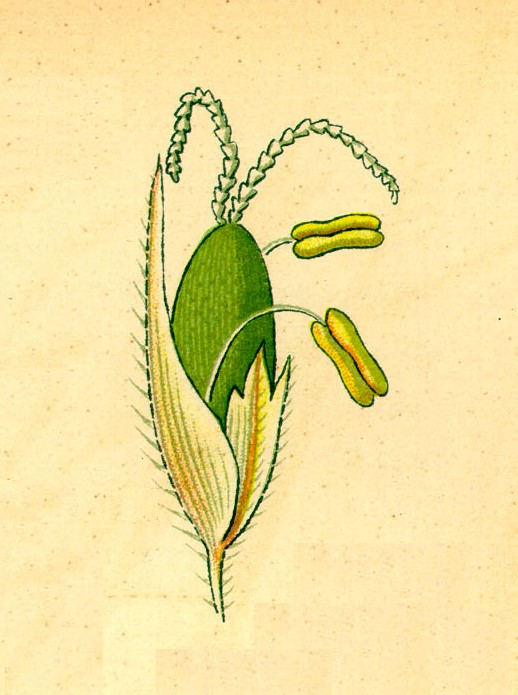
Kłosek koleantusa

## Rozmieszczenie
Gatunek notowany jest z rozproszonych stanowisk w Europie, Azji i Ameryce Północnej. W obrębie zasięgu występują dysjunkcje liczące tysiące kilometrów. W Europie Środkowej obserwowany w Niemczech, Czechach i na Słowacji. W Polsce stwierdzony po raz pierwszy w 2003 roku na dnie stawu koło wsi Borowa na Dolnym Śląsku. Na kolejnych stanowiskach odnaleziony został w 2008 i 2012 na Stawach Milickich. Gatunek ma status rodzimego w Polsce.

## Morfologia
PokrójDelikatna, ścieląca się trawa tworząca luźne, niewielkie kępki.
ŁodygaŹdźbła nitkowato cienkie od 2 do 5 cm długości, zwykle skupione i często pęczkowato rozgałęzione.
LiściePochwy liściowe rozdęte, zwłaszcza górnych liści. Blaszki liści złożone i sierpowato zgięte osiągają do 2 cm długości.
KwiatySkupione w wiechach rozwijających się początkowo w pochwie najwyższego liścia. Oś kwiatostanu jest powyginana wężowato. Kłoski skupione w pęczkach, spłaszczone, o długości zaledwie 1 mm pozbawione są plew. Plewki dolne wyciągnięte są w ość.

## Biologia i ekologia
Pojawia się nietrwale na brzegach rzek i na szlamie stawów po spuszczeniu wody (w Polsce dotychczas odnajdowany tylko w kompleksach stawów rybnych). Kwitnie od sierpnia do października.

## Zagrożenia i ochrona
Ze względu na rzadkość występowania chroniony jest w Polsce prawną ochroną gatunkową od 2004. Został umieszczony w Polskiej czerwonej księdze roślin w kategorii EN (zagrożony). Tę samą kategorię posiada na polskiej czerwonej liście.

## Systematyka
Pozycja systematyczna według APweb (aktualizowany system APG IV z 2016)
Rodzaj Coleanthus należy do rodziny wiechlinowatych (Poaceae), rzędu wiechlinowców (Poales). W obrębie rodziny zaliczany jest do podrodziny wiechlinowych (Pooideae), plemienia Poeae, podplemienia Coleathinae.